# 1987年美國聯盟冠軍賽
1987年美國聯盟冠軍賽是由美聯東區冠軍明尼蘇達雙城對決美聯西區冠軍底特律老虎的比賽，最後由雙城4勝1敗打敗老虎，成功晉級世界大賽。

## 概要

### 明尼蘇達雙城 對 底特律老虎
明尼蘇達以4勝1負贏得系列賽
| 場次 | 客隊 | 比分 | 主隊 | 日期     | 球場                      | 觀眾人數 |
| ---- | ---- | ---- | ---- | -------- | ------------------------- | -------- |
| 1    | 老虎 | 5：8 | 雙城 | 10月7日  | 胡伯特·哈姆佛里圓頂體育場 | 53269    |
| 2    | 老虎 | 3：6 | 雙城 | 10月8日  | 胡伯特·哈姆佛里圓頂體育場 | 55245    |
| 3    | 雙城 | 6：7 | 老虎 | 10月10日 | 老虎體育場                | 49730    |
| 4    | 雙城 | 5：3 | 老虎 | 10月11日 | 老虎體育場                | 51939    |
| 5    | 雙城 | 9：5 | 老虎 | 10月12日 | 老虎體育場                | 47448    |

## 逐場戰況

### 第一場
10月7日，明尼蘇達州，明尼亞波利斯，胡伯特·哈姆佛里圓頂體育場
| 底特律老虎 | 0 | 0 | 1 | 0 | 0 | 1 | 1 | 2 | 0 | 5 | 10 | 0 |
| 明尼蘇達雙城 | 0 | 1 | 0 | 0 | 3 | 0 | 0 | 4 | X | 8 | 10 | 0 |
| 勝投： Jeff Reardon（1–0） 敗投： Doyle Alexander（0–1） 全壘打： 老虎：Mike Heath（3上,1分）、柯克·吉卜森（6上,1分） 雙城：蓋瑞·蓋耶提 2（2下,1分、5下,1分） |   |   |   |   |   |   |   |   |   |   |    |   |

雙方在前三局各靠著陽春砲拿下1分，5局下，蓋瑞·蓋耶提敲出雙響砲打破僵局，而雙城也在該局繼續敲出3支安打再拿2分。
6到8局，老虎隊局局有攻勢。柯克·吉卜森先開轟追分，7局上老虎敲出4支安打追平比數。8局上，球隊敲出2支高飛球送回艾蘭·川默。
8局下，Dan Gladden敲安後趁著推進上二壘。克爾比·帕基特隨後敲出二壘安打再次追平戰局，而老虎隊又丟出連續保送形成滿壘。唐·貝勒和Tom Brunansky接連敲安，幫助雙城拿下4分大局。
Jeff Reardon雖然在9局上讓老虎攻佔得點圈，不過他在該局丟出3次三振化解危機，幫助雙城拿下第一勝。

### 第二場
10月8日，明尼蘇達州，明尼亞波利斯，胡伯特·哈姆佛里圓頂體育場
| 底特律老虎 | 0 | 2 | 0 | 0 | 0 | 0 | 0 | 1 | 0 | 3 | 7 | 1 |
| 明尼蘇達雙城 | 0 | 3 | 0 | 2 | 1 | 0 | 0 | 0 | X | 6 | 6 | 0 |
| 勝投： 伯特·布萊勒文（1–0） 敗投： 傑克·莫里斯（0–1） 救援成功： Juan Berenguer（1） 全壘打： 老虎：Chet Lemon（2上,2分）、盧·懷泰克（8上,1分） 雙城：Kent Hrbek（5下,1分） |   |   |   |   |   |   |   |   |   |   |   |   |

Chet Lemon在2局上敲出2分砲幫助球隊先馳得點，不過雙城在下半局敲出3支二壘安打以3比2逆轉領先。
4、5兩局，雙城靠著安打和全壘打再拿下3分。雖然盧·懷泰克在8局上開轟追分，不過攻勢無法串聯，最終雙城便以6比3拿下二連勝。

### 第三場
10月10日，密西根州，底特律，老虎體育場
| 明尼蘇達雙城 | 0 | 0 | 0 | 2 | 0 | 2 | 2 | 0 | 0 | 6 | 8 | 1 |
| 底特律老虎 | 0 | 0 | 5 | 0 | 0 | 0 | 0 | 2 | X | 7 | 7 | 0 |
| 勝投： Mike Henneman（1–0） 敗投： Jeff Reardon（1–1） 全壘打： 雙城：Greg Gagne（4上,1分）、Tom Brunansky（6上,2分） 老虎：Pat Sheridan（8下,2分） |   |   |   |   |   |   |   |   |   |   |   |   |

3局下，雙城先發Les Straker遭遇亂流，他挨了4支安打，投出2次保送和一次投手犯規，單局讓老虎隊攻下5分。
4局上，Greg Gagne開轟吹起反攻號角。包含Tom Brunansky的2分砲在內，雙城隊在4個半局內攻下6分逆轉。
8局下，Larry Herndon率先敲安上壘。一出局後，Pat Sheriden敲出逆轉2分砲。而Mike Henneman也在9局上投出3上3下，使得老虎隊成功拿下系列賽首勝。

### 第四場
10月11日，密西根州，底特律，老虎體育場
| 明尼蘇達雙城 | 0 | 0 | 1 | 1 | 1 | 1 | 0 | 1 | 0 | 5 | 7 | 1 |
| 底特律老虎 | 1 | 0 | 0 | 0 | 1 | 1 | 0 | 0 | 0 | 3 | 7 | 3 |
| 勝投： Frank Viola（1–0） 敗投： Frank Tanana（0–1） 救援成功： Jeff Reardon（1） 全壘打： 雙城：克爾比·帕基特（3上,1分）、Greg Gagne（4上,1分） 老虎：無 |   |   |   |   |   |   |   |   |   |   |   |   |

首局下，老虎隊靠著安打、保送和對方失誤拿下1分。不過雙城在3局上靠著克爾比·帕基特的陽春砲追平比數。
4到6局，兩隊互有攻勢來往，在6局結束時，雙城以4比3些微領先老虎。
8局上，Tim Laudner趁著三壘手傳球失誤上壘，而雙城也把握住此機會成功敲出安打送回Laudner。最後雙城隊就以5比3聽牌。

### 第五場
10月12日，密西根州，底特律，老虎體育場
| 明尼蘇達雙城 | 0 | 4 | 0 | 0 | 0 | 0 | 1 | 1 | 3 | 9 | 15 | 1 |
| 底特律老虎 | 0 | 0 | 0 | 3 | 0 | 0 | 0 | 1 | 1 | 5 | 9  | 1 |
| 勝投： 伯特·布萊勒文（2–0） 敗投： Doyle Alexander（0–2） 救援成功： Jeff Reardon（2） 全壘打： 雙城：Tom Brunansky（9上,1分） 老虎：Matt Nokes（4下,2分）、Chet Lemon（8下,1分） |   |   |   |   |   |   |   |   |   |   |    |   |

2局上，雙城隊敲出5支安打拿下4分，打得Doyle Alexander灰頭土臉。4局下，老虎隊也靠著安打和Matt Nokes的2分砲拿下3分。
7、8兩局，雙城隊攻勢再起。不過Chet Lemon在8局下敲出陽春砲表示球隊不願放棄。
9局上，Mike Henneman表現大爆炸。開局沒多久便被Tom Brunansky開轟，之後又被敲出3支安打，一次丟掉3分。儘管Kirk Gibson成功在9下追回1分，不過雙城仍以9比5贏球，成功闖進世界大賽。

## 外部連結
- 1987 ALCS at Baseball-Reference （页面存档备份，存于）